# M16 (автомат)
 Тази статия е за американската щурмова винтовка.  За мъглявината Орел вижте M16.  
M16 (с официално означение Rifle, Caliber 5.56 mm, M16) е американска щурмова винтовка от калибър 5,56 мм, разработена на базата на винтовката AR-15, приета на въоръжение през 1960-те години.
M16 и нейните варианти остават основно въоръжение на американската пехота. Тя е и едно от най-разпространените оръжия в света – произведени са над 8 милиона броя.

## История на създаването
Началото на разработката на малокалибрено оръжие с патрон, който е междинен между патрон за винтовка и патрон за пистолет, започва като резултат от работата за проект ALCLAD. Анализирани са над 3 милиона доклади за смърт и раняване на войници от Първата световна война до Корейската война. Изследват се количеството на раните, поразените части на тялото, топологията им и дистанцията, от която са получени.
Резултатите се оказват много неочаквани за това време. На първо място се установява, че най-големият брой (около 70%) от случаите на раняване или смърт на войниците са предизвикани от осколки, а на лекото стрелково оръжие се падат само 20% от общия брой. При това разстоянието, от което е стреляно, рядко превишава 300 метра, а основното количество смъртоностни рани са получени от разстояние 100 метра.

## Конструкция
Автоматът е с калибър 5,56×45 мм, с въздушно охлаждане на цевта и автоматика на основата на използване на енергията на барутните газове. Барутните газове преминават през тънка газоотводна тръба и въздействат непосредствено върху рамата на затвора (а не чрез бутало, както е при други схеми), като я изтласква назад. Движещата се рама на затвора завърта затвора, като по този начин го отцепва от цевта. По-нататък затворът и рамата на затвора се движат под въздействие на остатъчното налягане в патронника, като при това свива възвратната пружина, като едновременно с това изхвърля празната гилза. При разгъването си възвратната пружина връща обратно затворната група, при което изважда следващия патрон от магазина и го вкарва в патронника, след което затворът се зацепва с цевта. При това се завършва цикълът на автоматиката и след изстрела той се извършва отново. В конструкцията на М16 е предвидено задържане на затвора в задно положение за облекчаване на презареждането на оръжието. Така, при свършване на патроните в магазина, за презареждане е необходимо само да се смени магазинът и да се натисне копче, разположено на лявата страна на кутията на затвора.
За изработката на автомата са използвани стомана, алуминий и пластмаса.